# 最後の場所で
日本語訳版の題名は「最後の場所で」として知られる「ジェスチャーとしての生き方」（原題：A Gesture Life ）は、チャンネ・リーが1999年に英語で書いた小説である。小説はドク・ハタ（Doc Hata）という名前の年老いた医師が語る一人称形式で書かれている。ドクは、ベドリー・ラン（Bedley Run）と呼ばれるアメリカ合衆国の片田舎で日々を何とかやり過ごしているが、第二次世界大戦中に日帝のために朝鮮人従軍慰安婦の衛生管理をしたことが頭から離れない。かつては医薬品や外科用品を扱う店を経営しサニー（Sunny）という名の養女も養っていたのに。ドク・ハタが向き合わねばならないすべての問題は、彼が第二次世界大戦中に日帝の軍隊に奉仕していた頃の経験に端を発していたのだ。
チャンネ・リーはこの小説作品でアジア系アメリカ人文学賞を受賞した。

## あらすじ
小説はドク・ハタが一人称で物語る形式で成り立っている。現在の出来事が進行する合間に、過去の回想がフラッシュバックする。主たるストーリーラインは、ドク・ハタがベドリー・ランの自分の店を畳んだときに始まり、養女に再会して終わる。従たるストーリーラインでは、戦時中の彼の体験が描かれ、十代の実の娘のこと、彼女を育てることが如何に困難なことであったかが描写される。
小説の冒頭、ドク・ハタは自分の今の暮らしぶりやどこに住んでいるかといったことを描写する。ドクが住んでいるところはベドリー・ランという、小さいが金持ちの多い町である。ドクは住み始めた頃から町の人たちには、上品な商店主として受け容れてもらえており、のちには理想的な市民として尊敬も受けている。以前はサニー・メディカル・サプライ（Sunny Medical Supply）という薬局を経営していたが、ニューヨークから来た若いカップルに売ってしまった。ドクはその頃の暮らしに決別しがたく、毎日のようにかつての自分の店を訪れている。
そこにリヴ・クローフォード（Liv Crawford）という男が現れる。彼は不動産屋であり、ドクに今住んでいる家を売って引っ越してもらいたいと言う。ベドリー・ランで過ごしたこれまでのことに思いを巡らせるドク・ハタであったが、さらに過去、日本で経験したことも思い出す。また、毎日のルーチンについても深く考える。毎日むかしの店のそばを通ること、毎日プールに泳ぎにいくこと。娘のサニー（Sunny）についても多くのことを考える。あの子が小さい頃にどんなふうに自分のところにやってきたか。サニーが養女であること、ドク・ハタが幼い女の子を望むとはっきり言い、彼らに袖の下を渡すことすらして望みを叶えたことが、のちに明らかにされる。ピアノを弾くサニーのことを思い出すドクは、サニーと自分の間に起きた最初の問題についても思い出す。
ここで最初のフラッシュバックが挿入される。お隣さんの一人、メアリ・バーンズ（Mary Burns）と一緒に過ごしたときのことである。庭仕事をしているときがメアリとの最初の出会いだった。彼女はすぐにガールフレンドのような存在になり、たくさんの時間をサニーと一緒に過ごしてくれた。しかしサニーはメアリを拒絶した。メアリがサニーといい関係を築こうと努力しても、若いサニーの方が彼女に従おうとしないのだ。メアリとの最初の会話の中で、ドク・ハタが本物の医者ではなく、彼が薬局を経営しているため、みんなが「ドク」と呼ぶだけだということが明らかにされる。ドクが本物の医者が住むような家に住み、それに見合った収入を得ているため、メアリはドクに感心する。二人の関係は始めの方こそ非常にちかしいものであったが、間もなくサニーのことで口論になり、ドクがサニーを甘やかしていると言い合いになる。
娘に関することを断片的にメアリに教えるドクであるが、この時点ではすべてのことを決して教えようとしない。ここで、少し前に起きた事件のことが明かされる。ドクが病院にいる間、家がもう少しで火事になるところだったのだ。この事件でドクとサニーの間に溝ができた。ドクは、この喧嘩の理由がなんだったかを思い出す。病院にいたとき、お巡りさんのコモ（Como）の娘が自分のところにやってきたのだ。サニーはコモとちょっとしたトラブルを抱えていた。サニーは困ったことがあっても警察を信用しようとしなかった。これがまさに親子の間に起きた悲劇の始まりだった。サニーは家出をし、いかがわしい奴らと会っているようである。ここまでが最初のフラッシュバックである。
物語が進むにつれ、ドク・ハタの回想はさらに過去にさかのぼる。彼は第二次世界大戦の頃の体験を話し始める。兵隊たちのほとんどが、拉致されてきた少女で楽しみを得ており、将校の中にも彼女らをもてあそぶ者がいた、とドクは説明する。少女たちは兵隊たちを喜ばせるために連れてこられたのである。ドクの語りは、ある一人の少女のことに及ぶ。ドクはいつまでも彼女のことが頭から離れない。
警察官からもたらされた情報が、ドクにサニーをもう一度探す決心をさせた。ドクはここでサニーとの軋轢の裏にある、より多くの事情を告白する。ドクはあるショッピングモールでサニーと偶然再会した。そこはサニーの経営する店以外はすべて、今にもつぶれそうなところだった。いまやサニーには息子が一人いて、名前はトーマス（Thomas）という。ドクは孫の面倒をみることで彼女の助けになりたいと言い、サニーとの和解を試みる。サニーはトーマスに注意を向けることができないほど多忙である。サニーも、人を雇う新しいやり方を見つけなくてはと言う。なぜなら、店をもうすぐ閉めてしまうからである。
ここで新たなフラッシュバックが挿入される。朝鮮出身の「性奴隷（慰安婦）」K.との関係を主軸に、ドク・ハタは語り始める。もともとはオーノ大尉が彼女に特別な感情があることを周囲に示していたのだが、ハタも同じ思いを抱いていた。オーノはハタに、慰安所は他の慰安婦が寝泊まりしているから、K.を慰安所から引き離しておくべきだと言う。また、黒旗を上げて、彼女が病気だと皆に知らせるんだ、そうすればきっと自分だけが彼女に近づけるようになるだろうと言う。しかし、K はクロハタ中尉としだいに親しくなる。なぜなら彼らはお互い、Kの母語で会話ができるからである。二人は自分たちの来し方をよく話し込んだ。Kは両班の出身だった。それゆえに女子に価値はないとされ、Kは「自ら望んで」慰安婦になったのだった。クロハタは頻繁にKのことを思っている自分に気がつき、毎日夕方になると彼女に会いたいとはやる気持ちが強まっていった。彼は彼女の知性あふれる立ち居振る舞いや、この世のものとは思われない美貌に、恋心を抱く。クロハタは欲望に負け、彼女の同意なく関係を持つ。その後、オーノ大尉がクロハタ中尉に、今から自分はKと性交するつもりだと言うと、中尉はそのことをKに知らせにいく。するとKは、もしもあなたが私のことを本当に愛しているのなら、戦争が終わったあと一緒に暮らせるとは思わないでしょう、だから私を殺してくださいと中尉に懇願する。クロハタは拒絶する。そこにオーノが到着し、Kを犯そうとする。彼女は大尉ののどを刃物で裂いて殺す。そしてハタに、オーノの拳銃で私も殺してくださいと頼む。しかしハタはそうせず、その代わりにオーノの拳銃でオーノの死体を撃った。そして他の者には、オーノが自分の拳銃を見せびらかしていたら、誤って自分に弾を撃ってしまい死んだと説明した。フラッシュバックの最後、ドク・ハタはKが30人以上の兵隊に強姦されたあと死んだことを仄めかすが、はっきりとは言わない。ただ、彼女が死んだことだけは明らかである。ドクはベドリー・ランの自分の家で、黒い旗を身にまとったKの幻影を頻繁に見ることを読者に告白する。
物語の最後では、ドク・ハタは戦争中のトラウマ的体験から気持ちを切り替えたように見え、よい方向に向かっている。彼とサニーの間にあった溝が埋まりつつあり、彼が家を売るシーンが描写される。

## 登場人物

### Doc (Franklin) Hata
ドク・ハタの登場人物としての役割は、物語の語り手である。物語はどの部分も彼の目を通して見たことが語られる。読者に語る内容は、ベドリー・ランでの出来事だけでなく、非常に短くはあるが子どもの頃の話も含まれる。また、第二次世界大戦の頃の体験だけでなく、娘のサニーと暮らした日々のことも含まれる。ドク・ハタはこれらの出来事すべてを時系列に合わせて順番に語ることはせず、散在的にちりばめて語る。ハタの人生と彼が強迫的に行う日々のルーチンに関して多くのことを物語るフラッシュバックが連なり、作品が構成されている。
ハタはベドリー・ランという町にある豪邸に住んでおり、医薬品を取り扱う店を経営している。第二次世界大戦中は衛生兵であった。ハタという名前は日本人の名前であるが、民族的には朝鮮人である。彼は子どものいない日本人の夫妻のところに養子に入ったのである。彼は日本の南西沿岸部で育った。いい子ではなく、気難しい子どもであったと、ハタは読者に語る。自分を実子のように愛情深く育ててくれた養親に対して寛容でなかったという。
ハタは戦時中の1944年、ビルマに配属される。そこで彼は、実務訓練は受けているが正式な教育は受けていない衛生士官として、従軍する。第二次大戦中の出来事のフラッシュバックにおいては、ドク・ハタは、クロハタ・ジロー中尉として言及される。ビルマにおける彼の任務は、慰安婦の健康管理である。慰安婦らは士気と「衛生」を維持することが任務である。ハタは慰安婦の少女らの一人、Kkutaeh に恋をする。ハタの回想ではK.として言及される彼女であるが、実は両思いではなかったことがのちに明らかになる。ハタがそのように思い込んでいただけであった。
ベドリー・ランに住み着いてはじめての数年間は、娘の名前を取って、サニー・メディカル・サプライ（Sunny Medical Supply）と名付けた店を経営していた。ハタはサニーを、まだ幼いうちから養子に取った。みんなには自分は幸せな父親だと話しているが、その実、娘との関係はあまりよくない。その理由は、娘を甘やかし過ぎ、また、将来が心配だと頻繁に言うからである。メアリ・バーンズと出会ったとき彼は幸せな家庭を作ろうとするが、サニーが同意しなかった。これらすべてのことがサニーを追いつめ、父親から離れることを決心させた。
ドク・ハタは、強迫的なルーチンを繰り返す日々を送っている男である。彼は「引退後のライフスタイル」というものを好まず、それゆえ、くる日もくる日も決まりきったことを繰り返している。座右の銘は「継続は力なり "Routine triumphs over everything"」である。物語の最後に彼は居心地のいい繰り返しの毎日に終止符を打つ。

### Sunny
サニーは、ドク・ハタに大事にされているが反抗的な娘である。
幼い頃にキリスト教徒の養子仲介所（Christian Adoption Agency）を介して、アメリカ合衆国のハタのところへ送られた。サニーはすぐに不快に感じるようになった。ハタの家が気に入らなかったし、養父の態度も好きでなかった。ティーンエイジャーになると非常に気難しくなり、滅多に家にいなくなる。サニーは誰のことも尊敬せず、ハタとメアリ・バーンズに反抗し、警察にまでも反抗する。町の評判のあまりよくない場所でチンピラたちと一緒に何日も外泊する。ドク・ハタがサニーの振る舞いを注意すると喧嘩になり、これが原因で彼女は家を出る。ところが、サニーは同居する男たちの一人に強姦される。サニーを守ろうとして他の同居人の男が加害者を刺す。のちにサニーはハタと共にかつて暮らした家を再訪するが、父と娘の関係を修復することはできないということが明らかになる。二人の関係を決定的に悪化させた出来事とは、ハタがサニーに中絶を強いたことであった。この事件があったあと、サニーが父の元から永久に去り、二度と会わないと決心したことが示唆される。
大人になったサニーは、エビントンモール（Ebbington Mall）で店の経営者として働いている。ハタと再会したとき、32歳だった。息子も一人いて、もうすぐ6歳になろうというときだった。ハタはサニーを助けるためだったら何でもする、例えばトーマスの面倒を見るとか、と言う。サニーはハタとトーマスが多くの時間を一緒に過ごすことは認めるが、トーマスにハタが自分のおじいちゃんだということを知られたくはない。ハタとサニーを取り巻く状況は、物語の終わりに向かって改善していく。

### Mary Burns
メアリ・バーンズはドク・ハタの隣人である。物語が始まる時点で既に故人。いつでもベドリー・ランのカントリークラブにいて、とても活発に社交をしている。娘が二人いるが二人とも町には住んでおらず、母親に会いに来ることも滅多にない。医者だった夫とは死別している。
ドク・ハタとは、彼が庭仕事をしている時にはじめて出会う。メアリはハタが自分のかつての夫と同じく医者だと勘違いする。その後、ハタとメアリは親密な関係を築く。お互いに交際を続け、よく二人で外へ出掛けた。メアリはサニーとも多くの時間を割いて仲良くしようとしたが、サニーと親密になることはできなかった。これに加えて、ハタが娘を甘やかしていることが気に入らず、メアリとハタとの関係は破局を迎えた。

### K
本当の名前はクテ Kkutaeh という知的な、朝鮮半島出身の少女である。ハタが衛生士官として働く収容所に「性奴隷」（慰安婦）として妹とともに連れてこられた。家にはさらに二人の妹と、一人の弟がいる。
他のすべての少女たちと同じように、K.はハタの管理下に置かれている。妹は、彼女の境遇に同情した兵士の一人に安楽死させられたが、その兵士はあとで処刑される。先任士官で医務長でもあるオーノ大尉がK.に特別な関心を寄せていて、彼女を他の収容所のみなから引き離し、夜の間中、狭い物置にK.を閉じ込める。Kがオーノ大尉と一緒にいないときはハタと診療所で一緒になる。オーノとハタは、Kが収容所の他の男たちに奉仕しなくてもすむように、Kは目下のところ病気であるように見せかける。ハタはKと二人で長い時間を過ごすようになると、彼女に惚れてしまう。ハタがそのことを彼女に告げると、彼女は嘘をつくなとハタを責め、ハタが単に自分と性交したいだけだと言う。しかしながら、彼女はひょんなことからハタの「愛」が本物であることに気づく。そして彼女はハタに、自分を殺してほしいと頼む。ハタはそれを拒むが、それは彼が純真にも、Kがこれらすべての困難から生き延びることができると信じていたからであった。ハタはまた、本能の赴くまま注意と関心をKに向けていたオーノ大尉を殺すこともできなかった。
ハタがKに向けた好意は、片思いだったというのがせいぜいのところである。ハタはKが寝ている間に彼女と肉体関係を結ぶ（訳注: 翻訳元で使われている consummate という単語には「床入れすることで結婚を完了させる」という意味がある）。ハタはこれをはっきりと強姦だとは認識していなかったのであるが、Kのところから去るときに、彼女のむせび泣く声を聞く。

## 制作の経緯
作者のチャンネ・リーは、1作目の成功のあと、「元従軍慰安婦の視点に立って語られる本を書きたい」と考え、大韓民国へ飛び、数人の元従軍慰安婦の話を聞いた。そして、このとき聞いた話を元に小説を書き始めたが、4分の3ほど筆を進めたところで、「その場で目撃しているような生々しさがまったくない」と思い始め、破棄した。次に最初から書き始めたのが本作となったとインタビューで述べている。

## 分析
純粋に文学的な分析を越えて、「戦争犯罪、とりわけ、慰安婦という戦時性奴隷制度への責任の感じ方を心理分析する」手法を援用し、本作から「未解決の政治課題（2011年当時）の本質を暴く」とする読み方も存在する。